# Vuelta a Colombia 1967
La 17.ª edición de la Vuelta a Colombia tuvo lugar entre el 14 de abril y el 4 de mayo de 1967. El antioqueño Martín "Cochise" Rodríguez del equipo Antioquia A se coronó por cuarta vez como campeón de la Vuelta con un tiempo de 70 h, 47 min y 14 s.

## Equipos participantes[1]
| Equipo                          | Categoría  |
| ------------------------------- | ---------- |
| Antioquia A                     | Aficionado |
| Antioquia B                     | Aficionado |
| Boyacá                          | Aficionado |
| Caldas                          | Aficionado |
| Cundinamarca A                  | Aficionado |
| Cundinamarca B                  | Aficionado |
| Cundinamarca-Cicloases          | Aficionado |
| Distrital A                     | Aficionado |
| Distrital B                     | Aficionado |
| España - Ponqué Express         | Aficionado |
| Mixto Nariño-Norte de Santander | Aficionado |
| Quindío                         | Aficionado |
| Risaralda                       | Aficionado |
| Santander                       | Aficionado |
| Telepostal                      | Aficionado |
| Tolima                          | Aficionado |
| Valle A                         | Aficionado |
| Valle B                         | Aficionado |

## Etapas
| Etapa      | Fecha       | Recorrido                   | Distancia (km)       | Ganador                    | Líder                      |                      |
| ---------- | ----------- | --------------------------- | -------------------- | -------------------------- | -------------------------- | -------------------- |
| 1.ª etapa  | 14 de abril | Circuito Valle de Sogamoso  | 135                  | Serafín Bernal Parada      | Serafín Bernal Parada      |                      |
| 2.ª etapa  | 15 de abril | Sogamoso - Bogotá           | 220                  | Saturnino López Pérez      | Julio López De la Torre    |                      |
| 3.ª etapa  | 16 de abril | Circuito Alcaldía de Bogotá | 120                  | Jaime Galeano              | Julio López De la Torre    |                      |
| 4.ª etapa  | 17 de abril | Bogotá - La Dorada          | 190                  | Pedro Julio Sánchez        | Julio López De la Torre    |                      |
| 5.ª etapa  | 18 de abril | La Dorada - Fresno          | 80                   | Gabriel Mulet Mayol        | Julio López De la Torre    |                      |
| 6.ª etapa  | 19 de abril | Fresno - Manizales          | 90                   | Martín "Cochise" Rodríguez | Martín "Cochise" Rodríguez |                      |
| 7.ª etapa  | 20 de abril | Manizales - Pereira         | 51                   | Severo Hernández Tarazona  | Martín "Cochise" Rodríguez |                      |
| 8.ª etapa  | 21 de abril | Pereira - Riosucio          | 115                  | Carlos Montoya Arias       | Martín "Cochise" Rodríguez |                      |
| 9.ª etapa  | 22 de abril | Riosucio - Medellín         | 154                  | Miguel Samacá              | Martín "Cochise" Rodríguez |                      |
| 10.ª etapa | 23 de abril | Vuelta a Oriente            | 96                   | Martín "Cochise" Rodríguez | Martín "Cochise" Rodríguez |                      |
|            | 24 de abril | Descanso en Medellín        | Descanso en Medellín | Descanso en Medellín       | Descanso en Medellín       | Descanso en Medellín |
| 11.ª etapa | 25 de abril | Medellín - Anserma          | 188                  | Alfonso Torres             | Martín "Cochise" Rodríguez |                      |
| 12.ª etapa | 26 de abril | Anserma - Buga              | 191                  | Jaime Galeano              | Martín "Cochise" Rodríguez |                      |
| 13.ª etapa | 27 de abril | Buga - Palmira              | 47 (CRI)             | Martín "Cochise" Rodríguez | Martín "Cochise" Rodríguez |                      |
| 14.ª etapa | 28 de abril | Palmira - Popayán           | 170                  | Alfonso Galvis             | Martín "Cochise" Rodríguez |                      |
| 15.ª etapa | 29 de abril | Popayán - Cali              | 144                  | Hugo Londoño Giraldo       | Martín "Cochise" Rodríguez |                      |
| 16.ª etapa | 30 de abril | Circuito en Cali            | 108                  | Severo Hernández Tarazona  | Martín "Cochise" Rodríguez |                      |
| 17.ª etapa | 1 de mayo   | Cali - Sevilla              | 155                  | Alfonso Guerra             | Martín "Cochise" Rodríguez |                      |
| 18.ª etapa | 2 de mayo   | Sevilla - Armenia           | 62                   | Martín "Cochise" Rodríguez | Martín "Cochise" Rodríguez |                      |
| 19.ª etapa | 3 de mayo   | Armenia - Ibagué            | 89                   | Javier Amado Suárez        | Martín "Cochise" Rodríguez |                      |
| 20.ª etapa | 4 de mayo   | Ibagué - Bogotá             | 206                  | Carlos Montoya Arias       | Martín "Cochise" Rodríguez |                      |

## Clasificaciones finales

### Clasificación general
Los diez primeros en la clasificación general final fueron:
| Clasificación general |                            |                         |                  |
| Ciclista              | Ciclista                   | Equipo                  | Tiempo           |
| --------------------- | -------------------------- | ----------------------- | ---------------- |
| 1.º                   | Martín "Cochise" Rodríguez | Antioquia A             | 70 h 47 min 14 s |
| 2.º                   | Javier Amado Suárez        | Antioquia A             | + 5 min 16 s     |
| 3.º                   | Álvaro Pachón Morales      | Cundinamarca A          | + 24 min 38 s    |
| 4.º                   | Carlos Montoya Arias       | Valle A                 | + 27 min 38 s    |
| 5.º                   | Pedro Julio Sánchez        | Telespostal             | + 28 min 50 s    |
| 6.º                   | Hernando Gómez             | Cundinamarca B          | + 35 min 21 s    |
| 7.º                   | Gabriel Mulet Mayol        | España - Ponqué Express | + 37 min 22 s    |
| 8.º                   | Pablo Enrique Hernández    | Risaralda               | + 39 min 39 s    |
| 9.º                   | Pedro Galvis               | Telespostal             | + 45 min 26 s    |
| 10.º                  | Álvaro Palomino            | Santander               | + 51 min 14 s    |

### Clasificación de la montaña
| Clasificación de la montaña |                            |                |        |
| Ciclista                    | Ciclista                   | Equipo         | Puntos |
| --------------------------- | -------------------------- | -------------- | ------ |
| 1.º                         | Pedro Galvis               | Telespostal    | 28     |
| 2.º                         | Martín "Cochise" Rodríguez | Antioquia A    | 26     |
| 3.º                         | Hernando Gómez             | Cundinamarca B | 16     |

### Clasificación de las metas volantes
| Clasificación de las metas volantes |                       |                         |        |
| Ciclista                            | Ciclista              | Equipo                  | Puntos |
| ----------------------------------- | --------------------- | ----------------------- | ------ |
| 1.º                                 | Serafín Bernal Parada | Cundinamarca A          | 70     |
| 2.º                                 | Gabriel Mulet Mayol   | España - Ponqué Express | 55     |
| 3.º                                 | Jairo García          | Cundinamarca-Cicloases  | 40     |

### Clasificación de los novatos
| Clasificación de los novatos |                    |                |                  |
| Ciclista                     | Ciclista           | Equipo         | Tiempo           |
| ---------------------------- | ------------------ | -------------- | ---------------- |
| 1.º                          | Evaristo Fino Fino | Cundinamarca A | 71 h 53 min 10 s |
| 2.º                          | Pedro Soriano      | Distrital A    | + 14 min 35 s    |
| 3.º                          | Humberto Parra     | Boyacá         | + 25 min 00 s    |

### Clasificación por equipos
| Clasificación por equipos |                |                   |
| Equipo                    | Equipo         | Tiempo            |
| ------------------------- | -------------- | ----------------- |
| 1.º                       | Antioquia A    | 212 h 47 min 59 s |
| 2.º                       | Cundinamarca A | + 56 min 47 s     |
| 3.º                       | Risaralda      | + 1 h 13 min 49 s |